# Beariz (parroquia)
Beariz (llamada oficialmente Santa María de Beariz) es una parroquia y un lugar español del municipio de Beariz, en la provincia de Orense, Galicia.

## Organización territorial
La parroquia está formada por seis entidades de población:
- Albite (Alvite)
- Beariz
- Bouza (A Bouza)
- Garfián
- Magros
- Muradás

## Demografía

### Parroquia
| Gráfica de evolución demográfica de Beariz (parroquia) entre 2000 y 2022 |
|                                                                          |
| Datos según el nomenclátor publicado por el INE.                         |

### Lugar
| Gráfica de evolución demográfica de Beariz (lugar) entre 2000 y 2022 |
|                                                                      |
| Datos según el nomenclátor publicado por el INE.                     |